# Jugoslawische Eishockeyliga 1999/2000
Die Saison 1999/2000 war die neunte Spielzeit der Eishockeyliga der BR Jugoslawien, der höchsten jugoslawischen Eishockeyspielklasse. Meister wurde zum insgesamt dritten Mal in der Vereinsgeschichte der HK Vojvodina Novi Sad.

## Modus
In der Hauptrunde absolvierte jede der drei Mannschaften insgesamt acht Spiele. Die beiden Erstplatzierten qualifizierten sich für das Meisterschaftsfinale. Für einen Sieg erhielt jede Mannschaft zwei Punkte, bei einem Unentschieden gab es einen Punkt und bei einer Niederlage null Punkte.

## Hauptrunde

### Tabelle
|    | Klub                  | Sp | S | U | N | T  | GT  | Punkte |
| -- | --------------------- | -- | - | - | - | -- | --- | ------ |
| 1. | HK Vojvodina Novi Sad | 8  | 7 | 0 | 1 | 89 | 27  | 14     |
| 2. | HK Spartak Subotica   | 8  | 5 | 0 | 3 | 57 | 35  | 10     |
| 3. | HK Novi Sad           | 8  | 0 | 0 | 8 | 25 | 109 | 0      |

Sp = Spiele, S = Siege, U = Unentschieden, N = Niederlagen

## Finale
- HK Vojvodina Novi Sad – HK Spartak Subotica 2:1 (5:2, 6:7, 3:0)